# 2021-es W Series szezon

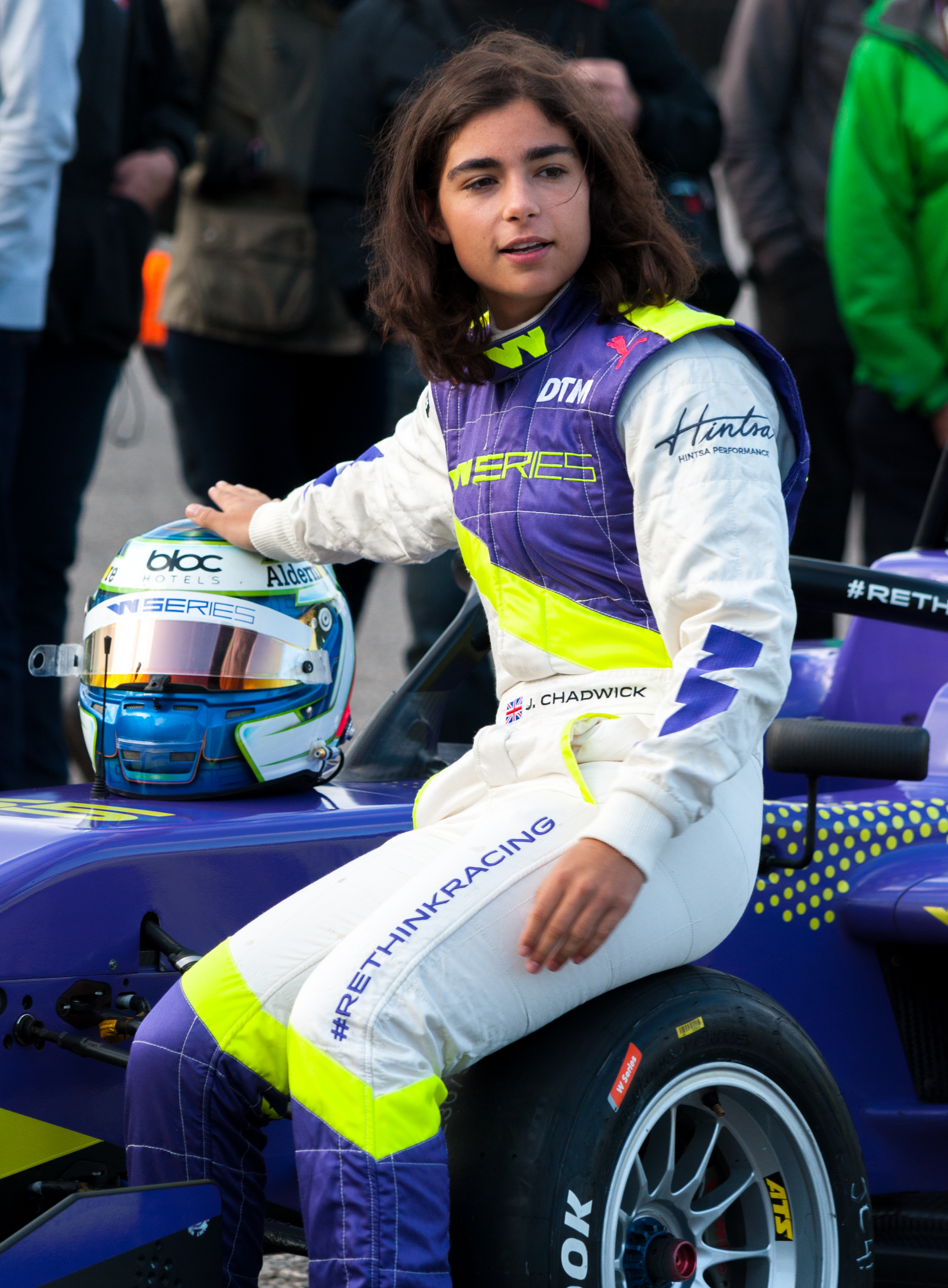
Jamie Chadwick a címvédő bajnok.

A 2021-es W Series szezon a kizárólag nőknek induló formulaautós versenysorozatnak második idénye volt. A résztvevők egyenlő szintű Tatuus T-318 Formula–3-as modellekkel versenyeztek, amelyben egy Alfa Romeo gyártmányú 1,8-literes turbómotor dolgozott. Eredetileg a szezon június 26-án indult volna el a Circuit Paul Ricard versenypályán, azonban a koronavírus-járvány miatt a Red Bull Ringen tartották meg a szezonnyitó versenyhétvégét. A tervek szerint az Autódromo Hermanos Rodríguez aszfaltcsíkján ér volna véget az évad október 30-án, de a járvány miatt törölték a futamot és egy héttel hamarabb fejezték be a Circuit of the Americas versenypályán. A bajnokság versenyeit a Formula–1 betétfutamaiként rendezik meg. Az egyéni címvédő a brit Jamie Chadwick volt, aki a szezonzáró versenyhétvégén bebiztosította második bajnoki címét.

## Csapatok és versenyzők
A 2019-es évad 12 legjobb helyezést elért pilótája automatikusan részvételi jogot kapott az idei évre. A további 8 helyre 40 versenyző jelentkezett a szezonban való indulásra, azonban csak 14 hölgy vett részt az első teszten, amely 2019. szeptember 16–18. között zajlott a spanyolországi Circuito de Almería pályán.
Változás az előző szezonhoz képest, hogy mostantól a versenyzők csapatokkal vesznek részt a bajnokság versenyein. A résztvevők azonban továbbra is egységes versenyautóval teljesítik az évet.
A bajnokság hivatalos gumibeszállítója továbbra is a Hankook
| Csapat               | #             | Versenyzők        | Forduló |
| -------------------- | ------------- | ----------------- | ------- |
| Puma W Series Team   | 3             | Gosia Rdest       | 1–2     |
| Puma W Series Team   | 19            | Marta García      | 1–5     |
| Puma W Series Team   | 19            | Caitlin Wood      | 4–5     |
| Puma W Series Team   | 49            | Abbi Pulling      | 3       |
| Bunker Racing        | 5             | Fabienne Wohlwend | 1–5     |
| Bunker Racing        | 37            | Sabré Cook        | 1–5     |
| Écurie W             | 7             | Emma Kimiläinen   | 1–5     |
| Écurie W             | 44            | Abbie Eaton       | 1–5     |
| Sirin Racing         | 11            | Vicky Piria       | 1–5     |
| Sirin Racing         | 54            | Kojama Miki       | 1–5     |
| M. Forbes Motorsport | 17            | Ayla Ågren        | 1–5     |
| M. Forbes Motorsport | 95            | Beitske Visser    | 1–5     |
| Racing X             | 21            | Jessica Hawkins   | 1–5     |
| Racing X             | 27            | Alice Powell      | 1–5     |
| Scuderia W           | 22            | Belén García      | 1–5     |
| Scuderia W           | 26            | Sarah Moore       | 1–5     |
| W Series Academy     | 3             | Gosia Rdest       | 5       |
| W Series Academy     | 32            | Nerea Martí       | 1–5     |
| W Series Academy     | 51            | Irina Szidorkova  | 1–4     |
| Veloce Racing        | 55            | Jamie Chadwick    | 1–5     |
| Veloce Racing        | 97            | Bruna Tomaselli   | 1–5     |
| Tartalék versenyzők: |               |                   |         |
|                      | 3             | Gosia Rdest       |         |
| 20                   | Caitlin Wood  |                   |         |
| 31                   | Tasmin Pepper |                   |         |
| 49                   | Abbi Pulling  |                   |         |
| 99                   | Naomi Schiff  |                   |         |
| Források:            |               |                   |         |

## Versenynaptár
A sorozat vezetősége 2020. november 12-én jelentette be, hogy a 8 fordulóból álló szezon mindegyik versenyét a Formula–1 betétprogramjaként bonyolítja le. 2020. december 8-án hivatalosan is kikerült az ideiglenes naptártervezet. Miután a Formula–1 több módosítást is eszközölt a versenynaptárában, ezért ezt követve a W Series az eredetileg szezonnyitó Paul Ricard-ot törölte, helyére pedig a Red Bull Ring került be.
| Forduló         | Helyszín                     | Pályarajz   | Dátum         |
| --------------- | ---------------------------- | ----------- | ------------- |
| 1               | Red Bull Ring                |             | június 26.    |
| 2               | Red Bull Ring                | június 27.  |               |
| 3               | Silverstone Circuit          |             | július 17.    |
| 4               | Hungaroring                  |             | július 31.    |
| 5               | Circuit de Spa-Francorchamps |             | augusztus 28. |
| 6               | Circuit Zandvoort            |             | szeptember 4. |
| 7               | Circuit of the Americas      | Austin      | október 23.   |
| 8               | Autódromo Hermanos Rodríguez | Mexikóváros | október 30.   |
| Törölt verseny: |                              |             |               |
| –               | Circuit Paul Ricard          |             | június 26.    |

## Eredmények
| Forduló | Helyszín                     | Pole-pozíció                       | Leggyorsabb kör                    | Győztes                            | Győztes                            | Listavezető                        | Előny                              |
| Forduló | Helyszín                     | Pole-pozíció                       | Leggyorsabb kör                    | Versenyző                          | Csapat                             | Listavezető                        | Előny                              |
| ------- | ---------------------------- | ---------------------------------- | ---------------------------------- | ---------------------------------- | ---------------------------------- | ---------------------------------- | ---------------------------------- |
| 1       | Red Bull Ring                | Alice Powell                       | Alice Powell                       | Alice Powell                       | Racing X                           | Alice Powell                       | 7                                  |
| 2       | Red Bull Ring                | Jamie Chadwick                     | Jamie Chadwick                     | Jamie Chadwick                     | Veloce Racing                      | Jamie Chadwick                     | 3                                  |
| 3       | Silverstone Circuit          | Alice Powell                       | Alice Powell                       | Alice Powell                       | Racing X                           | Alice Powell                       | 6                                  |
| 4       | Hungaroring                  | Jamie Chadwick                     | Jamie Chadwick                     | Jamie Chadwick                     | Veloce Racing                      | Jamie Chadwick                     | 1                                  |
| 5       | Circuit de Spa-Francorchamps | Jamie Chadwick                     | Emma Kimiläinen                    | Emma Kimiläinen                    | Écurie W                           | Jamie Chadwick                     | 7                                  |
| 6       | Circuit Zandvoort            | Emma Kimiläinen                    | Alice Powell                       | Alice Powell                       | Racing X                           | Alice Powell                       | 0                                  |
| 7       | Circuit of the Americas      | Abbi Pulling                       | Alice Powell                       | Jamie Chadwick                     | Veloce Racing                      | Jamie Chadwick                     | 10                                 |
| 8       | Circuit of the Americas      | Jamie Chadwick                     | Alice Powell                       | Jamie Chadwick                     | Veloce Racing                      | Jamie Chadwick                     | 27                                 |
| 9       | Autódromo Hermanos Rodríguez | A Covid19-pandémia miatt törölték. | A Covid19-pandémia miatt törölték. | A Covid19-pandémia miatt törölték. | A Covid19-pandémia miatt törölték. | A Covid19-pandémia miatt törölték. | A Covid19-pandémia miatt törölték. |

### Pontrendszer
Pontot az első tíz helyen célba érő versenyző kap az alábbi sorrendben:
| Helyezés | 1. | 2. | 3. | 4. | 5. | 6. | 7. | 8. | 9. | 10. |
| Pont     | 25 | 18 | 15 | 12 | 10 | 8  | 6  | 4  | 2  | 1   |

### Versenyzők
| Helyezés | Versenyző         | AUT1 | AUT2 | GBR | HUN | BEL | NED | COA1 | COA2 | Pont |
| -------- | ----------------- | ---- | ---- | --- | --- | --- | --- | ---- | ---- | ---- |
| 1.       | Jamie Chadwick    | 6    | 1    | 3   | 1   | 2   | 2   | 1    | 1    | 159  |
| 2.       | Alice Powell      | 1    | 8    | 1   | 2   | 4   | 1   | 3    | 6    | 132  |
| 3        | Emma Kimiläinen   | 13   | 3    | 4   | 6   | 1   | 3   | 2    | 3    | 108  |
| 4        | Nerea Martí       | 7    | 7    | 5   | 3   | 8   | 4   | 8    | 8    | 61   |
| 5        | Sarah Moore       | 2    | 4    | 7   | 15  | 13  | 9   | 7    | 4    | 56   |
| 6        | Fabienne Wohlwend | 3    | 10   | 2   | Ki  | 7   | 16  | 9    | Ki   | 42   |
| 7        | Abbi Pulling      |      |      | 8   |     |     | 7   | 4    | 2    | 40   |
| 8        | Beitske Visser    | 12   | 11   | 6   | 5   | Ni  | 12  | 5    | 5    | 38   |
| 9        | Irina Szidorkova  | 8    | 2    | 14  | 4   | Vi  | 13  |      |      | 34   |
| 10       | Belén García      | 4    | 9    | 17† | 8   | 14  | 8   | 12   | 7    | 28   |
| 11       | Jessica Hawkins   | 16   | 16   | 16  | 10  | 6   | 5   | 6    | 15   | 27   |
| 12       | Marta García      | Ki   | 12   | 12  | 7   | 3   | 18  | 15   | Ni   | 21   |
| 13       | Abbie Eaton       | 15   | 6    | 9   | 13  | 10  | 6   | Ki   | Ni   | 19   |
| 14       | Kojama Miki       | 5    | 18   | Ki  | 12  | 9   | 10  | 10   | 12   | 14   |
| 15       | Bruna Tomaselli   | 11   | 5    | 11  | 9   | 15  | 17  | 17   |      | 12   |
| 16       | Caitlin Wood      |      |      |     | 17  | 5   |     | 13   | 10   | 11   |
| 17       | Ayla Ågren        | 10   | 14   | 15  | 11  | Ni  | 15  | 16   | 9    | 3    |
| 18       | Gosia Rdest       | 9    | 17   |     |     | 16  |     |      |      | 2    |
| 19       | Vicky Piria       | 17†  | 15   | 10  | 16  | 12  | 11  | 14   | 14   | 1    |
| 20       | Sabré Cook        | 14   | 13   | 13  | 14  | 11  | 14  | 11   | 13   | 0    |
| Helyezés | Versenyző         | AUT1 | AUT2 | GBR | HUN | BEL | NED | USA  | MEX  | Pont |

| Szín   | Eredmény                                      |
| ------ | --------------------------------------------- |
| Arany  | Győztes                                       |
| Ezüst  | 2. helyezett                                  |
| Bronz  | 3. helyezett                                  |
| Zöld   | Pontot szerzett                               |
| Kék    | Pont nélkül vagy helyezetlenül ért célba (Hn) |
| Lila   | Nem ért célba (Ki)                            |
| Piros  | Nem kvalifikálta magát (Nk)                   |
| Fekete | Diszkvalifikálták (Kiz)                       |
| Fehér  | Nem indult (Ni)                               |
| Fehér  | Visszalépett (Vi)                             |
| Fehér  | Verseny törölve (T)                           |
| Üres   | Nem vett részt                                |
| Üres   | Kizárt (EX)                                   |

- † — A versenyt nem fejezte be, de helyezését értékelték, mivel teljesítette a versenytáv 75%-át.